# Monument von Balestra

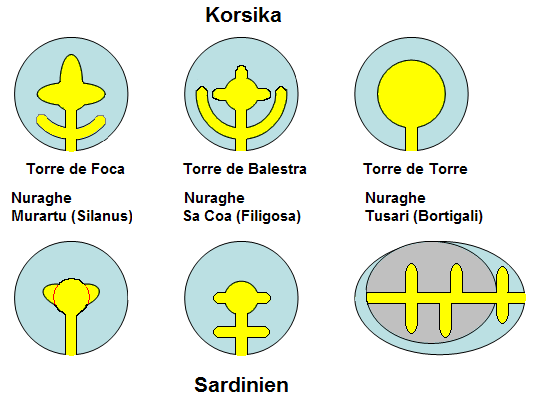
Balestra – oben Mitte

Das Monument von Balestra (auch Torre de Balestra genannt) ist ein rundes bronzezeitliches torreanisches Kultmonument aus Trocken- und Zyklopenmauerwerk in der Gemeinde Moca-Croce, 14 km nordöstlich von Filitosa auf Korsika.
Der Hügel mit einem Durchmesser von etwa 22,0 m und einer Höhe von drei Metern war vor der Ausgrabung von Macchie überwuchert und besaß im höher liegenden ebenen Teil zwei Vertiefungen, die durch Schatzgräber verursacht wurden. Der Osten des Hügels war angeschnitten, hier befand sich ein Steinbruch.
Das runde Monument besteht aus einem niedrigen Steinsockel mit etwa 15 m Durchmesser und zentral einer doppelwandig ausgeführten Tholos von etwa 8,5 m Durchmesser. Im Zentrum liegt eine Kammer von etwa 5,0 m Durchmesser, in die der Gang mündet. Die Kammer hat zwei symmetrisch angeordnete aber nicht auf den Achsen liegende Nischen. Ähnliche runde Sockelmonumente finden sich in Foce und in Südfrankreich.
Im Südosten befindet sich wenige Meter vom Steinsockel entfernt ein 2,5 m langer und 0,9–1,1 m starker umgestürzter Monolith, der ein Menhir indicateur gewesen sein könnte, wie er von Anlagen des französischen Festlandes her bekannt ist.
Im Innern des Monuments wurden drei archäologische Schichten festgestellt. Die oberste war etwa einen Meter mächtig und bestand aus Humus und Schwarzerde mit römischer Keramik. Die zweite Schicht war 1,3 m stark und enthielt gelbe Tonerde und entsprechende Keramik. Die Schicht unmittelbar über dem ursprünglichen Boden war 30 cm dick und enthielt gebrannten Ton als Platten und Scheiben. Im höher liegenden Teil der Schicht stellte man eine Feuerstelle fest, in der man Asche, Holzkohle, Knochenreste und organisches Material fand.